# Beno Eckmann

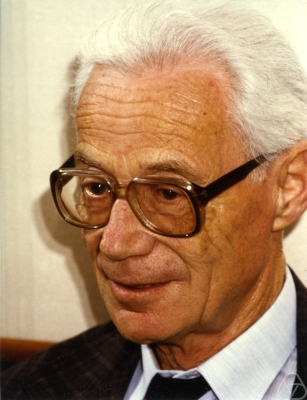
Beno Eckmann (1988)

Beno Eckmann (* 31. März 1917 in Bern; † 25. November 2008 in Zürich) war ein Schweizer Mathematiker, der sich mit algebraischer Topologie, homologischer Algebra, Gruppentheorie und Differentialgeometrie beschäftigte.

## Leben und Werk
Der Sohn eines Chemikers besuchte das Gymnasium in Bern und studierte ab 1935 Mathematik an der ETH Zürich, wo er 1939 sein Diplom erlangte und 1941 bei Heinz Hopf mit einer Arbeit über algebraische Topologie promoviert wurde. Neben Hopf waren unter anderem George Pólya, Paul Bernays und Michel Plancherel (dessen Assistent er war) seine Lehrer. Danach arbeitete er als Dozent an der Universität Zürich und ab 1942 an der Universität Lausanne bei Georges de Rham, wo er 1945 zum ausserordentlichen Professor berufen wurde. Von 1948 bis zu seiner Emeritierung 1984 war er ordentlicher Professor an der ETH Zürich. Dort gründete er 1964 das «Forschungsinstitut für Mathematik», dessen Direktor er bis 1984 war. Daneben war er Gastwissenschaftler z. B. an der University of California, Berkeley (1955), der University of Michigan (1950), der University of Illinois (1952), der Scuola Normale Superiore in Pisa (1958), am Institute for Advanced Study (1947, 1951/52) und MSRI.
Eckmann leistete fundamentale Beiträge zur Entwicklung der Kategorientheorie, Kohomologie von Gruppen (ab 1945) und algebraischen Topologie in deren Entwicklungsphase in den 1940er und 1950er Jahren. 1943 veröffentlichte er einen gruppentheoretischen Beweis des Kompositionssatzes von Hurwitz (1898) und Radon (1923) für quadratische Formen in mehreren Variablen (aus dem Satz von Hurwitz folgt die Existenz von Kompositionsalgebren nur in 1, 2, 4 und 8 Dimensionen entsprechend den reellen Zahlen, komplexen Zahlen, Quaternionen, Oktonionen). Aus ihm folgt nach dem Satz von Adams auch eine obere Grenze für die Anzahl linear unabhängiger Vektorfelder auf Sphären. 1942 bestimmte Eckmann alle Räume mit Vektorprodukt (Stetige Lösungen linearer Gleichungssysteme).
1956 bis 1961 war er Sekretär der International Mathematical Union und 1961/62 Präsident der Schweizerischen Mathematischen Gesellschaft. 1972 bis 1984 war er Mitglied des Forschungsrats des Schweizerischen Nationalfonds. Er war Mitglied der Academia Europaea (1993) und der Finnischen Akademie der Wissenschaften sowie während langer Jahre Mitherausgeber der Gelben Reihe (Grundlehren der Mathematischen Wissenschaften) beim Springer-Verlag und 1964 Mitgründer von deren Reihe Lecture Notes in Mathematics.
1942 erhielt er die Silbermedaille der ETH für seine Dissertation. Er war Ehrendoktor der Universität Freiburg (Schweiz), der École polytechnique fédérale de Lausanne, des Technion in Haifa und der Ben-Gurion-Universität im Negev in Beʾer Scheva. 1962 hielt er einen Plenarvortrag auf dem Internationalen Mathematikerkongress in Stockholm (Homotopy and Cohomology Theory), und er war 1954 Invited Speaker auf dem ICM in Amsterdam. 1994 war er Ehrenpräsident des Internationalen Mathematikerkongresses in Zürich. 1967 erhielt er den Prix Mondial Nessim Habif der Universität Genf. 2008 erhielt er die Albert-Einstein-Medaille.
Zu seinen Schülern und Doktoranden zählen Hans Grauert, Michel Kervaire, Ernst Specker, Peter Huber, Urs Stammbach, Erwin Bolthausen, Manuel Castellet. György Targonski als Flüchtling aus dem Ostblock bzw. Ungarn war ebenfalls ein informeller Mentee Eckmanns.
Eckmann gab auch die gesammelten Werke seines Lehrers Heinz Hopf heraus.

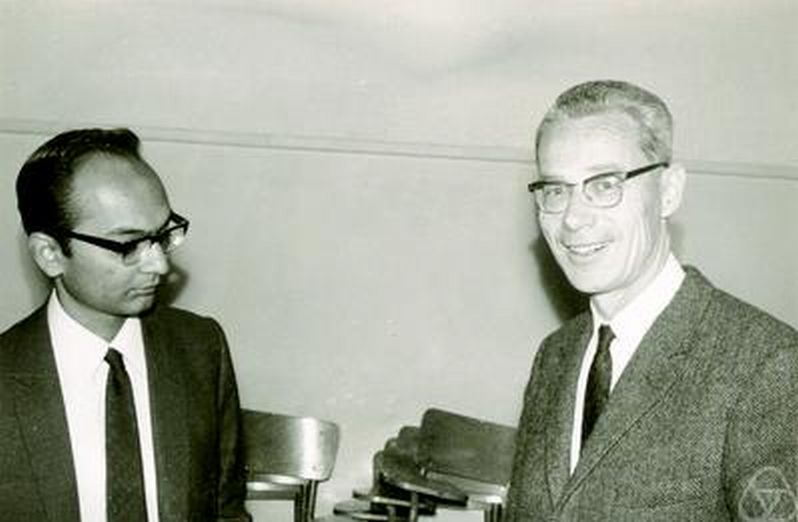
Beno Eckmann mit Raghavan Narasimhan (links)

Er ist der Vater des mathematischen Physikers Jean-Pierre Eckmann.
Im Zusammenhang mit der Entwicklung des ETH-Standortes Hönggerberg, Science City wurde die Benennung einer in Planung befindlichen Strasse nach Beno Eckmann beschlossen.

## Schriften
- Zur Homotopietheorie gefaserter Räume. In: Commentarii Mathematici Helvetici. Band XIV, Heft 2, S. 141–192. Orell-Füssli, Zürich 1941, OCLC 45151267 (Inauguraldissertation Universität Zurich, 1941, 52 Seiten).
- L’idée de dimension (= Revue de théologie et de philosophie. Nr. 127). Imprimerie La Concorde, Lausanne 1943, OCLC 603665375 (Dissertation – Leçon inaugurale prononcée à l’Université de Lausanne le 5 février 1943, 17 Seiten).
- Systeme von Richtungsfeldern in Sphären und stetige Lösungen komplexer linearer Gleichungen. In: Commentarii Mathematici Helvetici, Band 15, S. 1–26, Orell-Füssli, Zürich 1947, OCLC 636259635 (Habilitationsschrift ETH Zürich [1947], Xerokopie, 26 Seiten – online).
- Stetige Lösungen linearer Gleichungssysteme. In: Commentarii Mathematici Helvetici. Band 15, 1942/43, S. 318; englisch: Continuous solutions of linear equations – some exceptional dimensions in topology. Batelle Rencontres 1967, S. 516, Benjamin 1968.
- Gruppentheoretischer Beweis des Satzes von Hurwitz-Radon über die Komposition quadratischer Formen. In: Commentarii Mathematici Helvetici. Band 15, 1942/43, S. 358.
- Georges de Rham 1903–1990. Elemente der Mathematik, 1992.
- Zum 100. Geburtstag von Heinz Hopf. Elemente der Mathematik, 1994.
- Mathematical Miniatures (Memento vom 6. Juli 2011 im Internet Archive). 2005 (PDF; 315 kB).
- Beno Eckmann Selecta. Hrsg.: Max-Albert Knus, Guido Mislin, Urs Stammbach. Springer, Berlin 1987, ISBN 3-540-17518-0.
- Mathematical Survey Lectures 1943–2004. Springer, Berlin 2006, ISBN 3-540-33790-3.
- Naissance des fibrés et homotopie. In: Michele Audin (Hrsg.): Matériaux pour l’histoire des mathématiques au XXe siècle. Actes du colloque à la mémoire de Jean Dieudonné. Nice 1996, SMF 1998.